# ブーブ (玩具)
ブーブ（VooV）とは、バンダイが2010年3月27日から2014年頃まで発売していた、車両の玩具である。

## 概要
特徴は「変身可能な玩具」。なお、「変身」はバンダイの登録商標である。
玩具の側面・前後を開き、ひっくり返して組み立てると別の車両が出来上がる仕組みとなっている。対象年齢は「未就学の男児」。

2010年12月24日からはアンパンマンの乗り物玩具に同様の機構を組み込んだ『チキチキ変身!』が、2011年8月13日からは同『NEWチキチキ変身！』が同社より発売されている。
2013年11月より、大型ビークルとの合体機能が加わったVG（ブーブガーディアン）シリーズが、展開された。

## シリーズ

### VSシリーズ
「VooV Short」の略称で、自動車のモデル。変形形態の組み合わせは同一車種の「ノーマル車両⇔特殊車両」を基本としている。
※2011年6月16日現在の商品群。
- マツダ・RX-8⇔同・警視庁パトカー
- トヨタ・ハイエース⇔トヨタ・ハイメディック救急車
- いすゞ・エルフ⇔同・空気充填車両
- トヨタ・ダイナアルミウイング⇔同・ゴミ清掃車
- 日産・エクストレイル⇔同・NEXCO東日本道路維持作業車
- トヨタ・メガクルーザー⇔同・JAF仕様
- トヨタ・マークX⇔同・個人タクシー
- 日産・フェアレディZ⇔同・栃木県警察パトカー
- 日野・レンジャー深ダンプ⇔同・III型救助工作車
- 日産・シビリアン⇔ロンドンバス（幼稚園バス）
- いすゞ・ギガ⇔同・スーパーアンビュランス
- トヨタ・エスティマ⇔同・カバ車
- ホンダ・NSX-R⇔同・栃木県警パトカー
- トヨタ・iQ⇔同・ぴちょんくん号
- スズキ・エブリイワゴン⇔同・郵便車
- トヨタ・ランドクルーザー⇔同・京都市消防局災害情報収集車
- トヨタ・プリウス⇔同・東京無線タクシー
- 日野・デュトロ⇔同・ヤマザキパントラック
- 日野・プロフィア⇔同・ENEOSタンクローリー
- ねこ型バス⇔ダルメシアンバス
- いすゞ・エルフ⇔同・JAFレッカー車
- トヨタ・クイックデリバリー⇔同・指揮調査車
- ホンダ・インサイト⇔千葉県警察パトカー
- 三菱ふそう・ファイター⇔同・化学消防車
- 日産・マーチ⇔同・千葉県警察パトカー
- 日産・シビリアン⇔SLバス
- 日産・エルグランド⇔日産・パラメディック高規格救急車
- いすゞ・ガーラ（標準）⇔同・はとバス
- 日産・スカイライン⇔同・北海道警察パトロールカー
- 三菱・パジェロ⇔同・警視庁機動救助隊現場指揮車

### VLシリーズ
「VooV Long」の略称で、鉄道車両のモデル。変形するパターンは「同一鉄道会社の一般型車両⇔新幹線・特急型車両」を基本としている。

※2011年6月16日現在のラインナップ。
- トワイライトエクスプレス（EF81）⇔N700系新幹線のぞみ
- 281系はるか⇔700系新幹線のぞみ
- キヤ95系⇔923形新幹線ドクターイエロー
- E231系山手線⇔200系新幹線やまびこ
- E233系京浜東北線⇔E1新幹線MAXとき
- E233系東海道本線⇔E2系0番台新幹線はやて
- 209系京葉線⇔E3系新幹線こまち
- 113系総武本線⇔255系さざなみ
- E217系総武線快速⇔E4系新幹線MAXやまびこ
- 205系埼京線⇔E259系成田エクスプレス
- E531系常磐線⇔E653系フレッシュひたち
- 211系内房・外房線⇔251系スーパービュー踊り子
- 787系リレーつばめ⇔800系新幹線つばめ
- 223系新快速⇔0系新幹線ひかり
- 321系⇔683系サンダーバード
- 南海10000系サザン⇔南海50000系ラピート
- E231系中央・総武線各駅停車⇔E926系新幹線East i
- 125系小浜線⇔500系新幹線
- 小田急4000形⇔小田急ロマンスカーMSE
- 京成AE100形シティライナー⇔京成新型スカイライナー（AE形）
- 313系セントラルライナー⇔300系新幹線ひかり
- 221系山陽本線⇔283系オーシャンアロー
- E233系中央線快速⇔E5系新幹線はやぶさ
- EF510形カシオペア⇔D51 498号機＋12系客車
- EF66 51号機さくら⇔N700系新幹線さくら
- キハ127系姫新線⇔700系新幹線ひかりレールスター
- EF510形北斗星⇔C57 180号機＋12系客車（SLばんえつ物語号）

### VMシリーズ
「VooV Midium」の略称で、大型特殊車両のモデル。2011年登場。
※2011年6月16日現在のラインナップ
- 日立建機リジットダンプ⇔同・ホイールローダ
- UDトラックスクレーン車⇔同・はしご車
- 日立建機ブルドーザー（DX175）⇔同・油圧ショベル（EX550D）

### VBシリーズ
「VooV Big」の略称。各シリーズを格納可能。変形パターンは「自動車⇔鉄道車両」。
※2011年4月3日現在のラインナップ
- パトカー⇔トレイン
このモデルのみ、車種を特定していない。
- いすゞ・ギガキャリアカー⇔700系新幹線のぞみ

### VCシリーズ
「VooV Capsule」の略称。ガシャポン用の商品。VL・VSシリーズより一回り小さく、キャラレール用の線路パーツに合わせて作られている。2011年4月登場予定。
- E231系山手線⇔E5系新幹線はやぶさ
- 225系⇔700系新幹線ひかり
- 313系⇔N700系新幹線のぞみ
- 消防車⇔救急車
- 乗合バス⇔トラバス（シークレット扱い）

### VGシリーズ
「VooV Gardian」（ブーブガーディアン）の略称。一部の実在する車両が架空のマシンに変形。さらには、大型ビークルとの合体が可能。また一部の商品との換装機能を備えている。
※2014年4月17日現在のラインナップ
- パトロール合体 ブーブガーディアンロボ - 2013年11月16日発売。下記の車両と大型ビークル・ペンタクラウドとの合体でブーブガーディアンロボになる。
  - パトカー⇔パトヘッド（ロボ形態は胸部・頭部を構成）
  - マツダRX-8⇔パトレーサー（ロボ形態は腕部を構成）
  - 日本交通タクシー⇔パトハイヤー（ロボ形態は腕部を構成）
  - いすゞGIGAMAX⇔パトローダー（ロボ形態は脚部を構成）
  - 日野レンジャー⇔パトキャリアー（ロボ形態は脚部を構成）
  - ペンタステーション⇔ペンタクラウド（ロボ形態は胴体を構成）

- レスキュー合体 ファイヤージャイロ - 2014年2月15日発売。下記の車両と合体して、大型レスキューヘリ・ファイヤージャイロになる。また、ブーブガーディアンとの換装も可能。
  - 科学消防車⇔ファイヤーシューター
  - バイク⇔ファイヤーホバー
  - はしご車⇔ファイヤースピナー

- 未来変身シリーズ - 別売のガーディアンロボ、ファイヤージャイロに換装可能。
  - いすゞGIGAミキサー⇔パトクラッシャー
  - タダノ ラフテクレーン⇔パトレーザー
  - 三菱 ランサーエボリューションＸ⇔パトエボリューション（プルバック走行のブーブダッシュガーディアン付属）
  - いすゞGIGAMAX救急車⇔ファイヤーメディック
  - 日野レンジャー消防車⇔ファイヤーケミック
  - UDトラックはしご車⇔ファイヤーローダー（ダッシュガーディアン付属）

## 雑誌掲載
講談社の児童誌、テレビマガジン、たのしい幼稚園ほかで記事が連載された。タカラトミーの玩具『トミカハイパーシリーズ』『プラレールハイパーシリーズ』が、諸般の事情により小学館の独占掲載になったため、テレビマガジンでは2010年9月号をもってそれらのシリーズの連載を打ち切り、同年10月号で代替として『ブーブ』の連載が開始された。